# Municipio de San Pablo Etla
El municipio de San Pablo Etla es uno de los 570 municipios en que se divide el estado mexicano de Oaxaca. Se encuentra en el centro del estado, directamente al norte de la capital del estado. Su cabecera es la población de San Pablo Etla.

## Geografía
San Pablo Etla se encuentra localizado en el centro del estado de Oaxaca. Forma parte de la región Valles Centrales y del distrito de Etla; adicionalmente es uno de los municipios integrantes de la Zona metropolitana de Oaxaca, por encontrarse prácticamente conurbado con la mancha urbana de la ciudad de Oaxaca de Juárez.
El territorio municipal tiene una extensión total de 44 525 kilómetros cuadrados que equivalen al 0.05 % de la extensión total del estado. Sus coordenadas geográficas extremas son 17°7′ - 17°12′ de latitud norte y 96°39′ - 96°48′ de longitud oeste; su territorio situado entre los valles centrales de Oaxaca y las primeras estribaciones de la Sierra Juárez, tiene una altitud que va de 1500 a un máximo de 3300 metros sobre el nivel del mar.
Limita al noroeste con el municipio de Guadalupe Etla, al norte con el municipio de Villa de Etla y el municipio de San Agustín Etla, al este con el municipio de Nuevo Zoquiápam y el municipio de Santa Catarina Ixtepeji; los límites al sureste corresponden al municipio de San Andrés Huayápam, al sur al municipio de Oaxaca de Juárez y al suroeste al municipio de Santa María Atzompa; finalmente, al oeste confina con el municipio de San Lorenzo Cacaotepec.

## Demografía
La población total del municipio de San Pablo Etla de acuerdo con el Censo de Población y Vivienda realizado en 2010 por el Instituto Nacional de Estadística y Geografía, es de 15 535 habitantes, de los que 7 430 son hombres y 8 105 son mujeres.
La densidad de población asciende a un total de 348.91 personas por kilómetro cuadrado.

### Localidades
El municipio se encuentra formado por solo nueve localidades, las principales y su población de acuerdo al censo de 2010 son:
| Localidad       | Población |
| Total Municipio | 15 535    |
| Hacienda Blanca | 7 758     |
| San Pablo Etla  | 3 658     |
| San Sebastián   | 1 984     |
| Barrio Morelos  | 923       |
| Poblado Morelos | 616       |

## Política
El gobierno del municipio de San Pablo Etla se rige por principio de usos y costumbres que se encuentra vigente en un total de 424 municipios del estado de Oaxaca y en las cuales la elección de autoridades se realiza mediante las tradiciones locales y sin la intervención de los partidos políticos. 
El ayuntamiento de San Pablo Etla está integrado por el presidente municipal y un síndico regidor.

### Representación legislativa
Para la elección de diputados locales al Congreso de Oaxaca y de diputados federales a la Cámara de Diputados federal, el municipio de San Pablo Etla se encuentra integrado en los siguientes distritos electorales:
Local:
- Distrito electoral local de 12 de Oaxaca con cabecera en Santa Lucía del Camino.[4]

Federal:
- Distrito electoral federal 8 de Oaxaca con cabecera en Oaxaca de Juárez.[5]